# Сан-Жозе-ди-Рибамар

Сан-Жозе-ди-Рибамар на карте штата.

Сан-Жозе-ди-Рибамар (порт. São José de Ribamar) — муниципалитет в Бразилии, входит в штат Мараньян. Составная часть мезорегиона Север штата Мараньян. Входит в экономико-статистический микрорегион Городская агломерация Сан-Луис. Население составляет 163 045 человек на 2010 год. Занимает площадь 388,371 км². Плотность населения — 419,82 чел./км².

## Демография
Согласно сведениям, собранным в ходе переписи 2010 г. Национальным институтом географии и статистики (IBGE), население муниципалитета составляет:
| Полное население                               | Полное население                               | Полное население                               | Полное население                               | 163 045 |
| ---------------------------------------------- | ---------------------------------------------- | ---------------------------------------------- | ---------------------------------------------- | ------- |
| в том числе:                                   | Городское население                            | 37 709                                         | Процент городского населения, %                | 23,13   |
|                                                | Сельское население                             | 125 336                                        | Процент сельского населения, %                 | 76,87   |
|                                                | Мужское население                              | 78 683                                         | Процент мужского населения, %                  | 48,26   |
|                                                | Женское население                              | 84 362                                         | Процент женского населения, %                  | 51,74   |
| Плотность населения, чел/км²                   | Плотность населения, чел/км²                   | Плотность населения, чел/км²                   | Плотность населения, чел/км²                   | 419,82  |
| Население муниципалитета в % к населению штата | Население муниципалитета в % к населению штата | Население муниципалитета в % к населению штата | Население муниципалитета в % к населению штата | 2,48    |

По данным оценки 2016 года, население муниципалитета составляет 174 267 жителей.

## История
Город основан 24 сентября 1952 года. 

## Статистика
- Валовой внутренний продукт на 2003 год составляет 129 070 458,00 реалов (данные: Бразильский институт географии и статистики).
- Валовой внутренний продукт на душу населения на 2003 год составляет 1056,96 реалов (данные: Бразильский институт географии и статистики).
- Индекс развития человеческого потенциала на 2000 год составляет 0,700 (данные: Программа развития ООН).